# 고하도
고하도(高下島)는 전라남도 목포시 관할 섬으로, 목포 앞바다에서 약 2km 떨어져 있다. 고하도와 북항을 잇는 목포대교가 2012년 6월에 개통되어서 육지와 이어지게 되었다.

## 역사
임진왜란 당시 이순신 장군이 일본 수군을 크게 물리친 뒤 함대 정비를 위해 106일간 주둔했던 곳이다. 인근에 다도해 여러 섬을 끼고 있어 안전하다. 용머리라고 하여 목포 앞바다 쪽으로 길게 뻗어 있는 부분은 목포항의 자연 방파제 역할을 한다.
일제강점기에는 일본군의 병참기지와 연합군 폭격을 피하려는 무기를 숨겼던 인공 석굴 11곳이 있어 목포시는 2010년 8월까지 역사체험공원을 만들기로 했다.

## 관광
유달산 일등바위에서 보는 일몰이 걸치는 곳이 고하도와 외달도 사이라 하여, 해넘이 관광지로 각광받고 있기도 하다. 현재 이충무공 유적지를 비롯해 골프장과 테마파크, 공예방, 해저탐험관 등의 민자 유치 프로젝트가 진행 중이다.
1998년 민선1기 시절 권이담 시장이 고하도-유달산을 잇는 해상 케이블카를 만들 것을 발표했으나, 지역 환경단체의 반발로 무산되었다. 하지만 2008년 6월 15일 목포시가 계획 재추진 의사를 발표함에 따라 지역 환경단체가 성명을 발표하며 반대 의사를 표했다. 2015년 고하도를 잇는 목포해상케이블카의  총 연장 3.36km 운행을 목표를 재추진했다. 목포해상케이블카는 2019년 9월 6일에 개통하였다. 운행 거리는 3.23km다.

## 갤러리

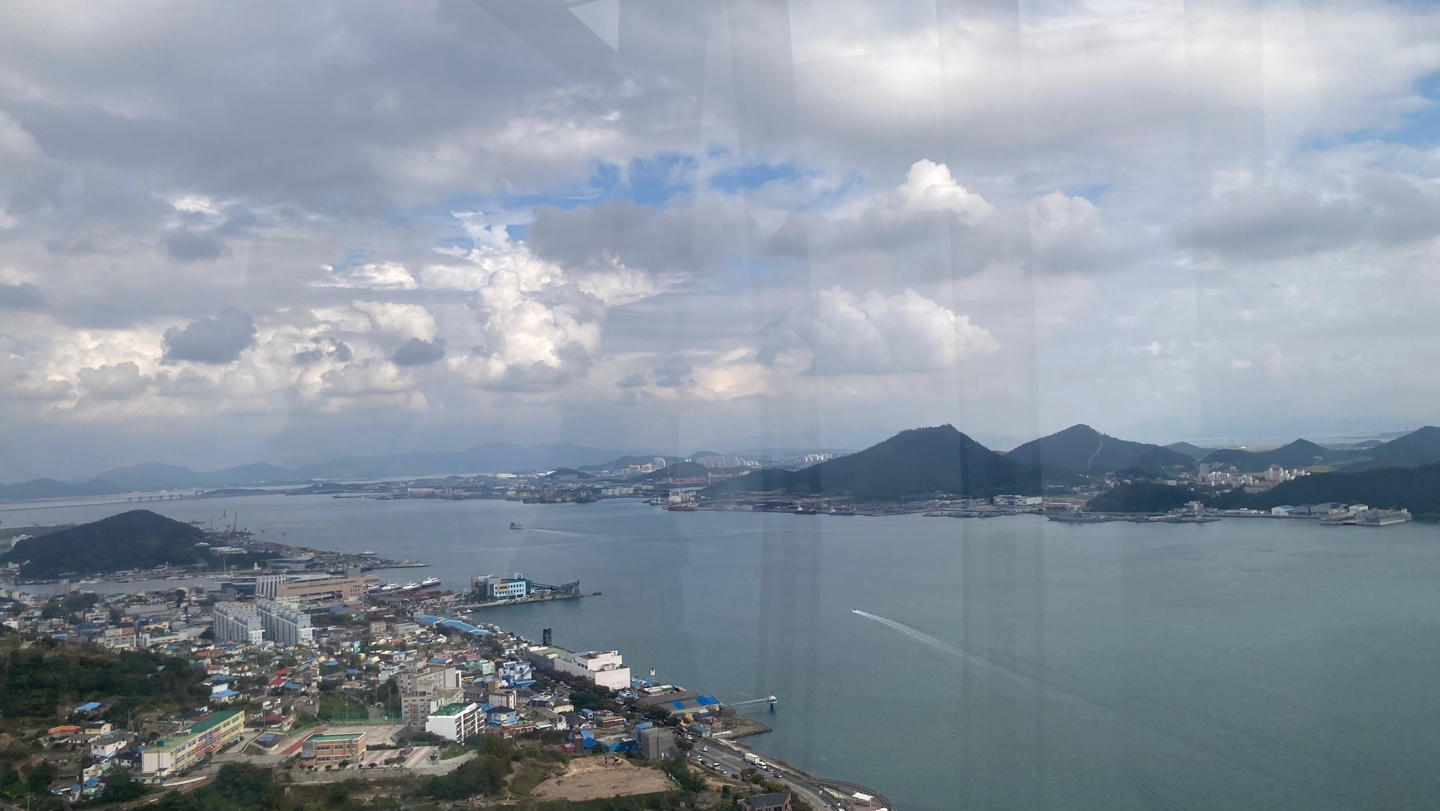
목포 해상케이블카 바다 사진
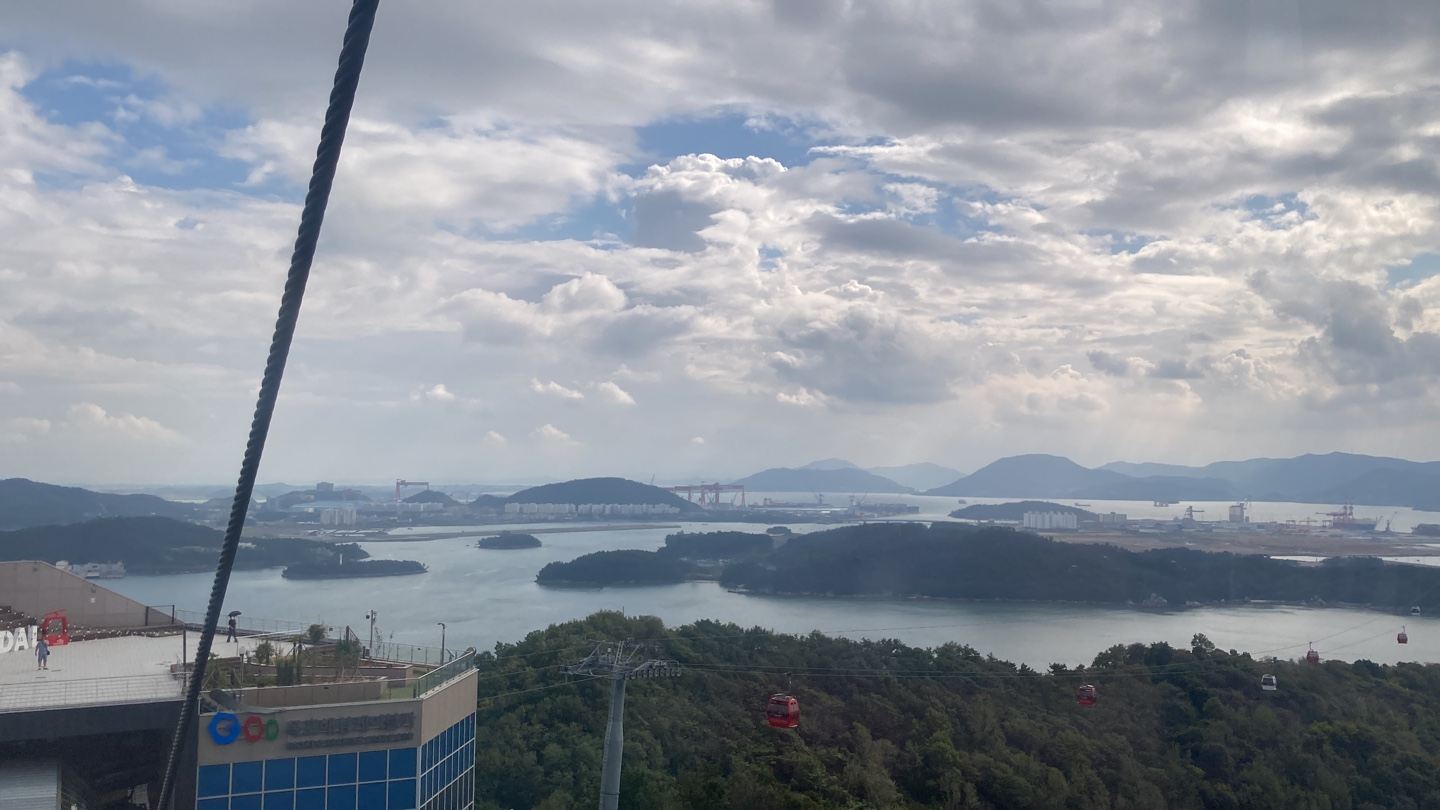
목포 해상케이블카 풍경

## 교통
2012년 6월 29일에 목포대교가 개통되면서 국도 제1호선의 기점이 이 곳으로 변경되었다.

## 같이 보기
- 고하도 조선 육지면발상지비
- 목포해상케이블카